# Chips Moman
Pour les articles homonymes, voir Chips (homonymie).
Lincoln Wayne « Chips » Moman (12 juin 1937 - 13 juin 2016) est un producteur, auteur-compositeur et guitariste américain, récompensé par deux Grammy Awards au cours de sa carrière.
Dans les années 1960, Chips Moman travaille pour Stax Records avant de fonder l'American Sound Studio à Memphis, Tennessee, et plus tard travaille beaucoup à Nashville. En tant que producteur de disques, Moman est connu pour avoir enregistré Elvis Presley, Tammy Wynette, Bobby Womack, Carla Thomas, et Merrilee Rush, ainsi que pour avoir guidé la carrière des Box Tops. En tant que compositeur, il est l'auteur de plusieurs standards pour Aretha Franklin, James Carr, Waylon Jennings et B. J. Thomas, y compris la chansons (Hey Won't You Play) Another Somebody Done Somebody Wrong Song couronnée d'un Grammy. Il est aussi guitariste de session pour Aretha Franklin et d'autres musiciens.

## Carrière
Chips Moman naît à LaGrange, en Géorgie. Après avoir déménagé à Memphis, Tennessee, il accompagne le groupe de Warren Smith en tournée alors qu'il est encore adolescent, avant de rejoindre, vers 1957, le groupe de Johnny Burnette à Los Angeles, puis de tourner avec Gene Vincent. A L.A., il est aussi guitariste de session pour les studios Gold Star.
De retour à Memphis, il entame une association avec Satellite Records  (futur Stax Records), les aidant à trouver un ancien cinéma sur McLemore Avenue qui devient le siège du label. Il y travaille comme ingénieur du son et produit l'un des premiers singles en 1960, Gee Whiz de Carla Thomas. Il produit  également le premier single de Volt, filiale de Stax, Burnt Biscuits / Raw Dough de The Triumphs, dont les membres comprennent les futures stars de la soul music, Al Green et le batteur Howard Grimes. Avec Jerry Lee "Smoochy" Smith, il jette les bases du morceau instrumental Last Night des Mar-Keys. Moman quitte Stax en 1964 à la suite d'un litige financier avec le fondateur du label Jim Stewart, et commence l'exploitation de son propre studio d'enregistrement à Memphis, l'American Sound Studio.
Là, avec les guitaristes Reggie Young et Bobby Womack, le bassiste Tommy Cogbill, le pianiste et organiste Bobby Emmons, et le batteur Gene Chrisman, il enregistre les titres des Box Tops, Bobby Womack, Merrilee Rush, Mark Lindsay (Paul Revere et les Raiders), Sable Posey (notamment Born a Woman et Single Girl), Joe Tex, Wilson Pickett, Herbie Mann, Roy Hamilton, et Petula Clark. Au cours de cette période, Chips Moman établi une collaboration de composition avec son collègue de Memphis, le producteur et auteur-compositeur Dan Penn. La paire co-écrit notamment Do Right Woman - Do Right Man, enregistrée par Aretha Franklin, et The Dark End of the Street, qui devient la chanson la plus connue du chanteur soul James Carr. Moman joue également de la guitare sur les session d'enregistrement d'Aretha Franklin au studio FAME de Muscle Shoals,.
A la fin des années 1960 et au début des années 1970, l'American Sound devient l'un des studios d'enregistrement les plus cotés du pays, produisant plus de 120 singles classés dans les charts, par des artistes de pop, soul ou country, et contribuant,  à un moment donné, à plus d'un quart des titres classés dans le Billboard Hot 100. Bien que l'album de 1969 de Dusty Springfield, Dusty in Memphis, soit enregistré à l'American Sound Studios, ce n'est pas Moman qui le réalise (Tom Dowd, Jerry Wexler, et Arif Mardin sont crédités conjointement). Par contre, Moman produit l'album de 1969 d'Elvis Presley, From Elvis in Memphis, décrit comme étant « sans doute le meilleur album [de Presley] », et les chansons à succès In the Ghetto, Suspicious Minds, Don't Cry Daddy et Kentucky Rain. A cette époque, Moman possède aussi le label American Group Records (AGP), distribué par Amy-Mala-Bell. Moman enregistre aussi la première démo de la chanson Always on My Mind pour Elvis, mais la version finale de 1972 n'est malheureusement pas enregistrée dans son studio. Cependant, Moman produira la version de Willie Nelson des années plus tard. 
Moman quitte Memphis en 1971 et exploite brièvement un studio à Atlanta. Il déménage à Nashville, où il épouse un autre auteur-compositeur, Toni Wine, en 1974, et où il réalise et co-écrit, avec le producteur Larry Butler, un hit pour B. J. Thomas, (Hey Won't You Play) Another Somebody Done Somebody Wrong Song (1975). Cet effort lui rapporte un Grammy Award. Il co-écrit  également Luckenbach, Texas (Back to the Basics of Love) pour Waylon Jennings, et produit les albums de Willie Nelson, Gary Stewart, Tammy Wynette, Ronnie Milsap, et Petula Clark. En 1985, Moman produit  également Highwayman, le premier album studio du supergroupe country The Highwaymen, comprenant Kris Kristofferson, Johnny Cash, Waylon Jennings, et Willie Nelson. Publié par Columbia Records en 1985, Highwayman, est le premier et  le plus réussi des albums du groupe.
Il opère ensuite un bref retour à Memphis dans le milieu des années 1980, où il produit les pionniers du rockabilly Jerry Lee Lewis, Carl Perkins, Roy Orbison et Johnny Cash pour l'album Class of '55. L'enregistrement débute dans les mythiques studios Sun, avant de se poursuivre dans les anciens American Sound Studios réinvestis pour l'occasion. Les Interviews from the Class of '55 Recording Sessions remportent un Grammy Awards en 1986 dans la catégorie Best Spoken Word Album, attribué aux quatre interprètes mais aussi à Chips Moman, Sam Phillips et Ricky Nelson. Moman s'installe ensuite à LaGrange où il dirige un autre studio d'enregistrement.
Chips Moman meurt d'un emphysème pulmonaire, le 13 juin 2016, le lendemain de son 79e anniversaire, dans un hospice de LaGrange,.